# Leonardo Patrignani
Leonardo Patrignani (Moncalieri, 28 febbraio 1980) è uno scrittore, cantante e musicista italiano, autore della trilogia Multiversum, tradotta e diffusa in 24 Paesi, e vincitore del Premio Bancarellino 2020 con Darkness.

## Biografia

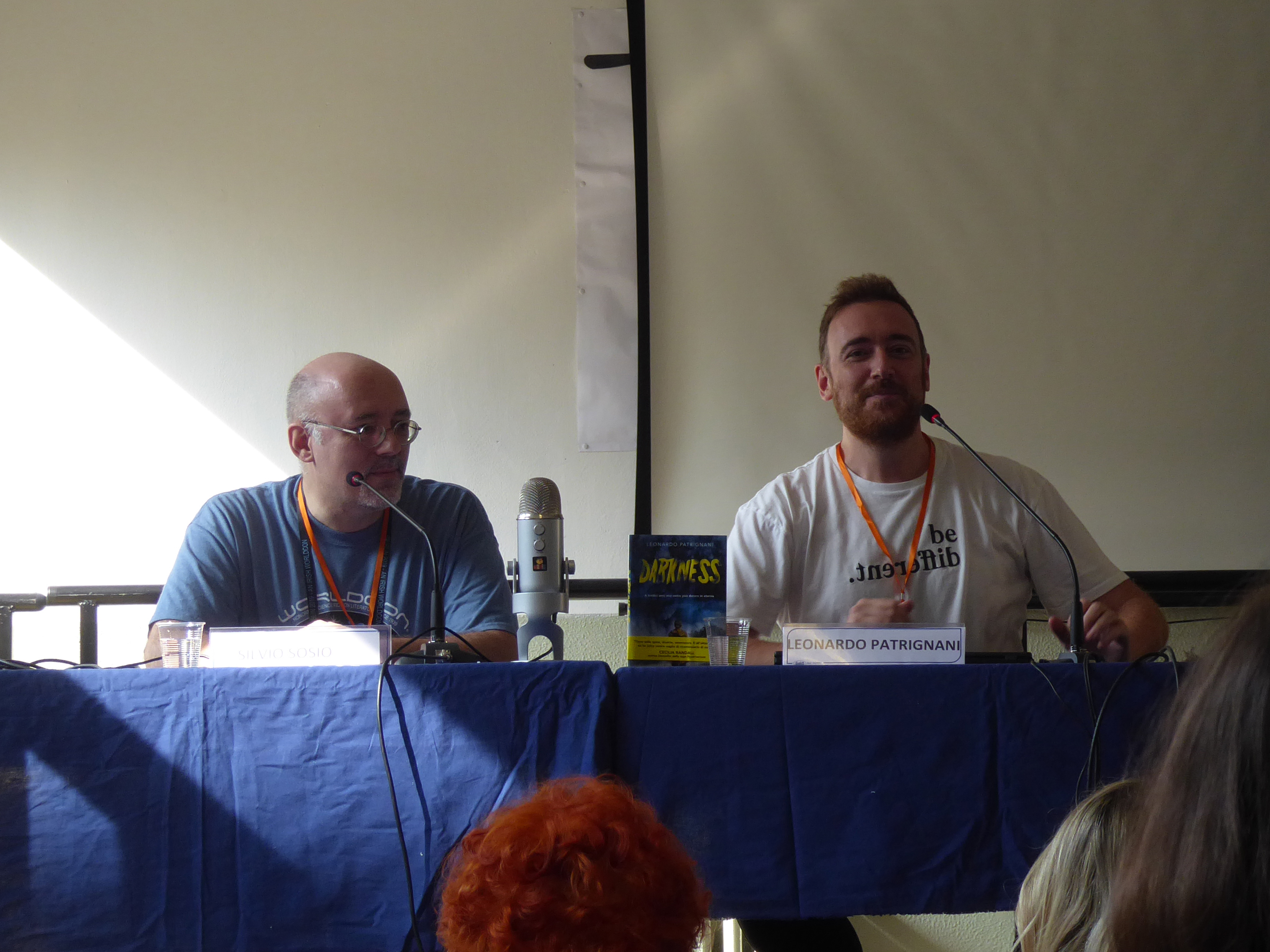
Leonardo Patrignani a Stranimondi 2019, in compagnia di Silvio Sosio.

Nato a Moncalieri (TO) nel 1980, dopo il diploma al Liceo Ginnasio Giuseppe Parini di Milano (1998) Leonardo Patrignani firma un contratto per tre dischi con Dragonheart Records con la heavy metal band milanese Beholder, di cui è fondatore, cantante e principale autore.
Il gruppo pubblica 3 dischi tra il 2000 e il 2004 (The Legend Begins, Wish for Destruction e Lethal Injection) e nel 2001 è sul palco del Gods of Metal. Nel 2003 Patrignani pubblica, con la piccola casa editrice torinese Elena Morea, il suo primo romanzo thriller, Labirinto, attualmente fuori catalogo. Quando la band si scioglie, nel 2004, Patrignani inizia a dedicarsi allo studio della recitazione e del doppiaggio, formandosi al Centro Teatro Attivo e alla ADC di Milano come allievo di Silvano Piccardi. Negli anni successivi sarà coinvolto nel doppiaggio di importanti videogiochi quali Call of Duty e Assassin's Creed e presterà la voce al personaggio di Kyle (Rob Corddry) nel film Matrimonio per sbaglio. Negli stessi anni, Patrignani è anche voce ufficiale dei tornei di Pro Evolution Soccer prima (per la PES League) e di FIFA 12 e FIFA 13 poi (per EA Sports) all'interno del marchio Videogames Party.
Nel 2011, Patrignani firma un contratto con Mondadori per la pubblicazione della trilogia Multiversum, una saga di fantascienza per ragazzi che viene inserita nel catalogo della collana young adult Chrysalide. La serie è composta da Multiversum (2012), Memoria (2013) e Utopia (2014).
I diritti del romanzo vengono acquisiti anche all'estero: la saga viene tradotta in inglese, francese, spagnolo, tedesco, polacco, serbo, turco, russo ed è stata distribuita in 24 Paesi. In Polonia, il romanzo vince il "Book of the Year 2013" indetto da Granice.pl (premio della giuria). L'anno successivo, il sequel Memoria (Pamięć) si aggiudica il Book of the Year 2014, questa volta grazie ai voti degli internauti.. Il terzo e ultimo libro, Utopia, vince il Best Book for Christmas 2015 grazie ai voti degli internauti.
Il 9 giugno 2015 esce There, thriller paranormale che ruota attorno al tema della vita oltre la vita e delle esperienze di pre morte: si tratta questa volta di un romanzo autoconclusivo.  Dopo un consenso unanime di critica e pubblico in Italia, il romanzo è stato presentato con successo nell'ambito di un tour internazionale alle fiere di Bogotà e Buenos Aires, attestandosi come uno dei titoli più venduti. In questa circostanza, Patrignani ha avuto anche il privilegio di rappresentare l'Italia al 3º Incontro Internazionale di Letteratura Fantastica, tenutosi presso l'Auditorio Borges della Biblioteca Nacional de Buenos Aires.
Il 13 giugno 2017 Patrignani torna sugli scaffali con un nuovo romanzo distopico intitolato Time Deal, pubblicato da DeA Planeta Libri. La storia, ambientata su un'isola nel mezzo del Pacifico a cent'anni da oggi, ruota attorno alla diffusione di un farmaco composto da nanotecnologie (chiamato appunto Time Deal) capace di arrestare l'invecchiamento cellulare e cristallizzare l'età di chi si sottopone alla terapia, preservandone aspetto e salute nel tempo.
Nel marzo del 2019 la Age of Chronicles Music Production pubblica una colonna sonora ispirata al romanzo Time Deal. Il disco nasce grazie a una campagna di crowdfunding di successo, sostenuta dai fan sulla piattaforma Kickstarter. Patrignani, per l'occasione, firma il tema Dealing With Time, brano numero 8 dell'album, riarrangiato per l'occasione dal compositore della colonna Giuseppe Centonze.
Il 28 maggio 2019 esce Darkness, prima opera di Patrignani pensata per un target middle grade, avvicinabile alla corrente del realismo magico, che racconta il vano tentativo di fuga di Haly Foster, una ragazzina di 13 anni (orfana da pochi mesi a causa della scomparsa dei genitori in circostanze misteriose), da un paese - Little Crow - improvvisamente circondato da un'impenetrabile oscurità. Intrappolata in una notte senza fine, la protagonista dovrà fronteggiare le sue paure, scoprire il potere dell'amicizia, comprendere il valore dei ricordi più preziosi e compiere così un arco narrativo tipico del romanzo di formazione. 
Il 5 dicembre 2020 Darkness vince la 63ª edizione del Premio Bancarellino, in ex aequo con "Eterni Secondi" di Rosario Esposito La Rossa. 
Il 3 marzo 2020 esce No Spoiler! La mappa segreta di tutte le storie, il primo libro divulgativo di Patrignani sulla costruzione delle storie, scritto insieme allo sceneggiatore Francesco Trento e illustrato da Agnese Innocente.
Il 10 luglio esce, su etichetta Frontiers Records, Shining Black, progetto che vede insieme Olaf Thorsen (Vision Divine, Labyrinth) e Mark Boals (Malmsteen, Royal Hunt). Leonardo Patrignani è presente nella prima traccia, "The house of the fallen souls" come voce narrante di un estratto di Giuseppe Ungaretti.
Nel luglio 2021 un racconto dell'autore, Caccia al tesoro, è ospitato nell'Urania Millemondi italiano (pubblicato da Mondadori) dal titolo Temponauti.
Nello stesso mese esce Rumore, la prima serie audio originale italiana targata Storytel. È scritta da Emanuela Valentini e ideata dall'autrice insieme a Patrignani. La narratrice dell'opera è l'attrice Barbara Chichiarelli (Suburra).
Il 16 novembre 2021 viene pubblicata da DeA Planeta un'edizione speciale con la serie d'esordio di Patrignani completa (Multiversum, Memoria, Utopia) in un volume unico.
Il 7 dicembre 2021 il sindaco di Vignate Paolo Gobbi assegna a Patrignani la benemerenza civica ("Sant Ambroeus 2021") con la seguente motivazione: Per l’impegno in una lettura di qualità indirizzata ai ragazzi e per l’originalità nell’uso del genere fantasy, per introdurre i giovani lettori ai grandi temi dell’esistenza, mostrando loro che esistono infiniti mondi quanto sono infinite le possibilità che si possono costruire nella vita”.
Il 25 ottobre 2022 esce il primo podcast scritto e letto da Leonardo Patrignani, per Storytel. Si intitola Story Coach, è una stagione da 8 episodi con altrettanti ospiti: Licia Troisi, Fabiano Massimi, Francesco Trento, Francesco Gungui, Emanuela Valentini, Stefano Lodovichi, Marina Pierri, Chiara Beretta Mazzotta.
Il 26 settembre 2023 esce il suo primo thriller per un pubblico di lettori adulti, La Cattedrale di Sabbia, pubblicato nella collana "Oscar Fantastica" di Oscar Vault Mondadori. Il romanzo è stato selezionato tra i finalisti del premio letterario "Garfagnana in Giallo", ottenendo il Premio Speciale della giuria "Oltre il genere". 
L'8 novembre 2023 arriva sugli scaffali "Il Realista Visionario", un saggio sulla leadership scritto insieme ad Arrigo Sacchi, con la prefazione di Pep Guardiola. Il libro è stato selezionato nella cinquina finalista del Premio "Protagonisti dello Sport 2024" indetto dallo Sport Business Forum. 
Nel 2024 Patrignani cura, in tandem con la cantante dei Lacuna Coil Cristina Scabbia, "Il diavolo mi ha venduto l'anima", per Sperling & Kupfer. 
L'autore è rappresentato dalla Piergiorgio Nicolazzini Literary Agency, agenzia letteraria per la quale lo stesso Patrignani si occupa di scouting e sviluppo progetti dal 2018; dal 2016, anno di fondazione, è membro del CFS, Centro Formazione Supereroi, associazione non profit ispirata dal progetto 826 Valencia di Dave Eggers, e composta da autori, editor, giornalisti e operatori culturali. È inoltre uno dei docenti della scuola di scrittura di Francesco Trento "Come si scrive una grande storia", un progetto non solo formativo ma anche benefico che dal marzo del 2020 ha generato donazioni per più di 175mila euro a svariate cause no profit (tra le tante attività della scuola, spicca la serata con Glenn Cooper dedicata a una bambina con una rara patologia, un evento capace di raccogliere oltre ventimila euro di donazioni in una sola sera).
Nella vita privata, Leonardo Patrignani è sposato e ha due figli.

## La Multiversum Saga
Scoperta dall'editor e autore Francesco Gungui, che l'ha acquisita per Mondadori e curata, la trilogia di Patrignani racconta la storia di Alex, Jenny e Marco alle prese con l'infinita rete di universi paralleli al nostro, concetto caro alla Fantascienza che riprende gli studi relativi alla Teoria del Multiverso. È ambientata a cavallo tra i giorni nostri e una civiltà futura, lontana quasi 500 anni dalla nostra.
Multiversum è stato citato con un estratto di 6 pagine nell'antologia per il Biennio Chiare Stelle, di Fabio e Raffaele Di Pietro, pubblicata da RCS, nel modulo dedicato alla Letteratura fantastica.
Il primo romanzo della saga è stato inserito nella Guida alla Letteratura di Fantascienza curata da Carlo Bordoni (Odoya, 2013).
La saga è uscita anche in formato audiobook grazie a Audible Italia. Alla trilogia è legata la raccolta Multiversum Stories, antologia ufficiale di spin-off che ruotano attorno all'universo narrativo di Patrignani, curata dall'autore stesso. Il primo volume è uscito nel dicembre 2014 con l'imprint di PNLA, e negli anni successivi sono seguiti altri due volumi.

## Premi letterari
- Multiversum : (Polonia) Book of the Year 2013 (categoria YA, premio della giuria) indetto da Granice.pl, Best Book for the Autumn 2013 (categoria YA, premio della giuria e premio degli internauti) indetto da Granice.pl
- Memoria : (Polonia) Book of the Year 2014 (categoria YA, premio degli internauti) indetto da Granice.pl
- Utopia : (Polonia) Best Book for Christmas 2015 (categoria YA, premio degli internauti) indetto da Granice.pl
- Darkness : (Italia) Vincitore del Premio Bancarellino 2020.
- Il Realista Visionario : (Italia) Premio Protagonisti dello Sport 2024 - finalista
- La Cattedrale di Sabbia : (Italia) Garfagnana in Giallo 2024 - finalista e premio speciale della giuria "Oltre il genere" / Premio Italia 2024 - finalista.

## Pubblicazioni
- Labirinto (Elena Morea Editore, 2003)
- Multiversum Saga
  1. Multiversum (Mondadori, 2012)
  2. Memoria (Mondadori, 2013)
  3. Utopia (Mondadori, 2014)
  4. (spin-off) Multiversum Stories Vol. 1 (PNLA, 2014)
  5. (spin-off) Multiversum Stories Vol. 2 (PNLA, 2015)
  6. (spin-off) Multiversum Stories Vol. 3 (PNLA, 2017)
- There (Mondadori, 2015)
- Time Deal (DeA Planeta Libri, 2017)
- Darkness (DeA Planeta Libri, 2019)
- No Spoiler! La mappa segreta di tutte le storie con Francesco Trento (DeA Planeta Libri, 2020)
- Multiversum - La saga completa (DeA Planeta Libri, 2021)
- La Cattedrale di Sabbia (Mondadori, 2023)
- Il Realista Visionario con Arrigo Sacchi (Cairo, 2023)
- ll diavolo mi ha venduto l'anima con Cristina Scabbia (Sperling & Kupfer, 2024)

### Serie audio
- Rumore (Storytel, 2021) ideato insieme a Emanuela Valentini. Scritto da Emanuela Valentini, letto da Barbara Chichiarelli.

### Podcast
- Story Coach (Storytel, 2022), con la partecipazione di Licia Troisi, Fabiano Massimi, Francesco Trento, Francesco Gungui, Emanuela Valentini, Stefano Lodovichi, Marina Pierri, Chiara Beretta Mazzotta

### Racconti pubblicati
- Orologi senza tempo, nell'omonima antologia benefica dedicata alla ricostruzione della Città della scienza di Napoli, pubblicata da NPE[29].
- Mille Occhi, all'interno della raccolta Dritto al Cuore, il cui ricavato è stato destinato all'Ospedale Pediatrico Bambino Gesù di Roma, pubblicata da Galaad Edizioni[30].
- Tu non esisti, pubblicato nella rivista di fantascienza Robot (Delos), numero 74 (primavera 2015).
- Caccia al tesoro, pubblicato nell'Urania Millemondi italiano 2021 (Mondadori)
- Visione Periferica, pubblicato sulla rivista letteraria Just-Lit (maggio 2024)

## Dischi
Con i Beholder:
- The Legend Begins (Dragonheart Records, 2001)
- Wish for Destruction (Dragonheart Records, 2002)
- Lethal Injection (Dragonheart Records, 2004)

### Collaborazioni musicali
Leonardo Patrignani è la voce narrante che recita Ungaretti nel brano "The House of the Fallen Souls" degli Shining Black (Frontiers Records, 2020), nonché nell'intro del disco dei Vision Divine Destination Set to Nowhere (Edel Music), brano in cui interpreta la celebre "S'i fosse foco" di Cecco Angiolieri.
Come cantante, ha partecipato alle incisioni delle parti corali sui dischi dei Domine Emperor of the Black Runes e Ancient Spirit Rising. 
Come autore, ha firmato il tema Predominance, utilizzato da Diego Dalla Palma nell'audiolibro tratto dalla sua biografia Accarezzami, madre (Sperling & Kupfer, 2008), per il brano Marchiato a fuoco. Ha inoltre firmato il tema Dealing With Time, riarrangiato da Giuseppe Centonze e inserito all'interno della colonna sonora di Time Deal (Age of Chronicles Music Production, 2019).